# Estació de Doctor Lluch
L'Estació de Doctor Lluch és una de les estacions de tramvia del metro de València. És així mateix el terminus de la línia 4, i dona servei a la línia 6. Se situa al bucle de tramvia del barri del Cabanyal, direcció nord.
| Procedència/Destinació          | <          | Línia | >              | Procedència/Destinació |
| ------------------------------- | ---------- | ----- | -------------- | ---------------------- |
| Mas del Rosari/Fira de València | Les Arenes |       | fi de trajecte | Doctor Lluch           |
| Lloma-Llarga/Terramelar         | Les Arenes | ...   | fi de trajecte | Doctor Lluch           |
| Tossal del Rei                  | Canyamelar | ...   | Grau-la Marina | Marítim                |

## Accessos
- Carrer de Doctor Lluch